# كارين بريور
كارين بريور (بالإنجليزية: Karen Pryor)‏ هي عالمة نفس أمريكية، ولدت في 14 مايو 1932 في نيويورك في الولايات المتحدة.

## وصلات خارجية
- كارين بريور على موقع ديسكوغز (الإنجليزية)